# ArtReview

ArtReview est une revue internationale d'art contemporain basée à Londres et fondée en 1949. En 2013, ArtReview Asia, son magazine trimestriel consacré à l'art contemporain asiatique, est créé.

## Histoire
La revue a été lancée en février 1949 par un médecin de campagne à la retraite, le Dr Richard Gainsborough. La première édition a été conçue par son épouse, l'artiste Eileen Mayo. Arts News and Review s'est donné pour mission de promouvoir l'art contemporain anglais en fournissant à ses lecteurs commentaires, analyses et actualités. En 70 ans de publication continue, la revue est passée d'un journal noir et blanc de huit pages, publié toutes les deux semaines, à une revue publiée neuf fois par an. En 2006, elle était distribuée dans 28 pays.
La revue a été publiée sous les noms suivant : Art News and Review (1949-1961), The Arts Review (1962-1969), Arts Review (1970-1992), Art Review (1992-2000) et ArtReview (depuis 2000).

## Power 100
Le Power 100 est une liste publiée chaque année depuis 2002 par ArtReview qui classe les personnalités influentes de l'art contemporain international. La revue a déclaré que les artistes sont jugés sur leur capacité à influencer le type d'art qui est produit aujourd'hui et à jouer un rôle dans la perception que le grand public a de l'art. Ils doivent également avoir été actifs au cours des 12 derniers mois avant que la liste ne soit publiée, et avoir une influence au niveau international, plutôt qu’exclusivement national.